# 砂の城 (2017年の映画)
『砂の城』（すなのしろ、原題: Sand Castle）は、2017年に公開されたアメリカ合衆国のドラマ・戦争映画である。
監督はフェルナンド・コインブラ、出演はニコラス・ホルト、ローガン・マーシャル＝グリーン、ヘンリー・カヴィルらが務めた。
本作は退役軍人であるクリス・ロースナーの経験を基に描かれている。
また、Netflixのオリジナル作品として、2017年4月21日に日本を含め世界同時にストリーミング配信されている。

## あらすじ
2003年のイラク戦争の初め、マットは学費を稼ぐため歩兵部隊へ入隊していた。当初の任務はバグダッドへの侵攻や、新しく基地にするために宮殿の調査をしていたが、ある日危険な場所と言われているバクーバの村で、米軍のアパッチがロケット弾を積んだトラックを爆破。同時に水道設備のポンプが激しく損傷してしまう。村で駐在しているサイバーソン大尉ら率いる特殊部隊と合流し、水の配給と地元民を雇って修理の協力を促すようにと司令部から命令が下る。だが住民たちに作業員の雇い入れについてアナウンスするも集まらず、部長族との交渉も決裂。しばらく自分達だけで復旧作業を試みるが、住民たちへ給水している最中に襲撃され、仲間の一人を失い任務が頓挫する。兵士らの士気が落ちる中、マットは配給中に知り合っていた学校校長への協力依頼を大尉に提案。校長の弟と住民たちの協力により作業は順調に進んでいたが、彼らには更なる試練が待ち受けていた。

## キャスト
括弧内は日本語吹き替え。
- マット・オークル二等兵 - ニコラス・ホルト（川田紳司）
- ハーパー軍曹 - ローガン・マーシャル＝グリーン（宮内敦士）
- サイバーソン大尉 - ヘンリー・カヴィル（星野貴紀）
- ディラン・チャツキー軍曹 - グレン・パウエル（丸山壮史）
- エンゾ伍長 - ニール・ブラウン・Ｊｒ（中村章吾）
- バートン軍曹 - ボー・ナップ（岡井カツノリ）
- マフムード - サミー・シーク
- ヘリング - ゴンザロ・メネンデス
- アンソニー中尉 - サム・スプルエル
- カディール - ナヴィド・ネガーバン
- マクレガー上級曹長 - トミー・フラナガン
- その他の日本語吹き替え：江藤博樹／森田了介／藤井隼／斎藤寛仁／早川毅／佐野康之／廣田行生／をはり万造／北田理道

日本語版スタッフ：演出：鍛治谷功、翻訳：伊勢田京子、制作：JVCケンウッド・ビデオテック

## 製作
2014年3月13日、マット役をニコラス・ホルトに決定したことを発表。
2015年10月8日、ハーパー軍曹役にルーク・エヴァンスを予定していたが、同年10月26日、ローガン・マーシャル＝グリーンに変更される。撮影は2015年11月2日に始まり、ヨルダンとアブダビで行われた。

## 評価
本作に対する批評家からの評価は平凡なものに留まっている。映画批評集積サイトのRotten Tomatoesには15件のレビューがあり、批評家支持率は47%、平均点は10点満点で5.2点となっている。